# اصل خوش‌ترتیبی
بنا به اصل خوش‌ترتیبی اعداد طبیعی (به انگلیسی: Well-ordering principle) هر زیرمجموعۀ غیر تهی از اعداد طبیعی، عضو ابتدا دارد.
بنا به اینکه اعداد طبیعی را در چه دستگاهی تعریف می‌کنیم، این ویژگی (خوش‌ترتیب بودن) اعداد طبیعی ممکن است یک «اصل» و یا یک «قضیه» باشد. برای مثال:
در «دستگاه پئانو»، اصل خوش‌ترتیبی اعداد طبیعی از «اصل» استقرای ریاضی نتیجه می‌شود.